# Vilmos Varju
Vilmos Varju (Hungría, 10 de junio de 1937 – 17 de febrero de 1994) fue un atleta húngaro, especializado en la prueba de lanzamiento de peso en la que llegó a ser medallista de bronce olímpico en 1964.

## Carrera deportiva
En los JJ. OO. de Tokio 1964 ganó la medalla de bronce en el lanzamiento de peso, con una marca de 19.39 metros, tras los estadounidenses Dallas Long que con 20.33 metros batió el récord olímpico, y Randy Matson (plata con 20.20 metros).